# 우타이비토하네
우타이비토하네(唄人羽)는 배우 지망자들이던 야스오카 신이치(安岡 信一)와 혼다 데쓰로(本多 哲郎)로 구성된 일본의 남자 포크 듀오이다.

## 개략
1998년에 결성하여, 후쿠오카현내에서 노상 연주를 시작했다. 그리고 1999년 12월 18일 싱글 "小さな星の小さな旅人"(작은 별의 작은 여행자)로 데뷔했다. 일본에선 흔히 하네(はね)의 약칭으로 부른다. 큰 히트 송은 없지만 실력이나 가창력으로 정평이 나 있다.
친구인 차콜 필터가 "はじけよう"(즐기자)를 녹음했을 때에는 혼다가 하모니카를 불었다. 더구나 쓰카모토 다카시(塚本 高史)의 노래도 작사작곡한 등 다방면에 걸쳐 활약하고 있다.

## 멤버
- 야스오카 신이치(安岡 信一, 1977년 5월 25일 - )
- 혼다 데쓰로(本多 哲郎, 1979년 8월 2일 - )

## 디스코그래피

### 싱글
| 순서 | 타이틀               | 의미                  | 발매일           |
| ---- | -------------------- | --------------------- | ---------------- |
| 1.   | 小さな星の小さな旅人 | 작은 별의 작은 여행자 | 1999년 12월 18일 |
| 2.   | 路                   | 길                    | 2000년 3월 23일  |
| 3.   | 花火                 | 불꽃                  | 2000년 6월 21일  |
| 4.   | なれずに             | 될 수 없어            | 2000년 11월 12일 |
| 5.   | 果実                 | 과일                  | 2001년 3월 14일  |
| 6.   | 陽射し               | 햇살                  | 2001년 6월 20일  |
| 7.   | 白紙の日々へ         | 백지의 날들로         | 2002년 1월 23일  |
| 8.   | 幸せのうた           | 행복의 노래           | 2002년 4월 24일  |
| 9.   | 未タイトル           | 무제                  | 2002년 9월 19일  |
| 10.  | 青空                 | 파란 하늘             | 2003년 5월 21일  |
| 11.  | ボーイ               | 보이                  | 2003년 7월 23일  |
| 12.  | BORDER               |                       | 2004년 8월 25일  |
| 13.  | リライ               | 릴라이 (Rely)         | 2006년 3월 22일  |

### 앨범
| 순서 | 타이틀   | 의미      | 발매일           |
| ---- | -------- | --------- | ---------------- |
| 1.   | と金     | 도킨      | 2000년 8월 23일  |
| 2.   | 花サク   | 꽃이 피네 | 2001년 7월 18일  |
| 3.   | 音遊記   | 음유기    | 2002년 10월 23일 |
| 4.   | be here… |           | 2006년 5월 24일  |

## 같이 보기
데뷔하기 전 노상 연주로 유명해진 일본의 듀오
- 유즈
- 고부쿠로
- WaT

친한 가수
- 베이비스타즈
- 차콜 필터